# Статут
Статут је општи правни акт кога доносе разне друштвене организације — предузећа, просвјетне, културне, здравствене, спортске и друге организације и удружења. Осим њих, статуте могу имати и поједине државне установе и самоуправне јединице.
Колика је аутономија предузећа и друштвених организација при доношењу статута зависи од тога колико им држава својим прописима оставља простора да сами уређују своје унутрашње и међусобне односе. Приликом конституисања, услов да би нека организација стекла статус правног лица управо је доношење статута као „малог устава“.